# Éder Militão
Éder Gabriel Militão (* 18. Januar 1998 in Sertãozinho, São Paulo) ist ein brasilianischer Fußballspieler, der hauptsächlich als Innenverteidiger spielt. Seit 2019 steht er beim spanischen Erstligisten Real Madrid unter Vertrag.

## Vereinskarriere

### FC São Paulo
Der in Sertãozinho im Bundesstaat São Paulo geborene Militão begann im Jahr 2010 für die Jugendmannschaft des FC São Paulo zu spielen. Er wurde 2016 erstmals bei der Copa Paulista für die erste Mannschaft nominiert und debütierte am 2. Juli bei der 1:2-Niederlage im Auswärtsspiel gegen den Ituano FC; Die Mannschaft aus der Landeshauptstadt spielte dabei zum ersten Mal mit einer U-20-Mannschaft im Turnier. Er bestritt elf Spiele und erzielte zwei Tore, wobei der erste Sieg beim 4:0-Sieg im Heimspiel gegen CA Juventus am 18. September die Qualifikation für die zweite Runde sicherte.
Militão debütierte am 14. Mai 2017 bei der 0:1-Niederlage gegen Cruzeiro im Eröffnungsspiel der Série A. Er bestritt 22 Einsätze während der Saison, die der Verein auf dem 13. Platz beendete. Sein letztes Spiel für den Verein bestritt er am 5. August 2018, als der FC São Paulo CR Vasco da Gama mit 2:1 bezwang.

### FC Porto

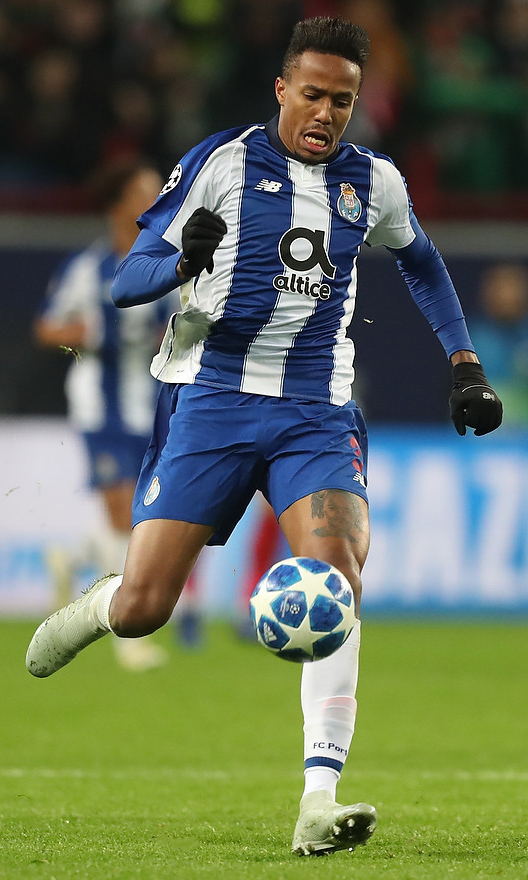
Militão beim FC Porto (2018)

Am 7. August 2018 unterzeichnete Militão einen Fünfjahresvertrag beim portugiesischen Meister FC Porto. Er debütierte am 2. September in der Primeira Liga. Er startete mit einem 3:0-Sieg im Heimspiel gegen Moreirense und gab die Vorlage für das erste, von Kapitän Héctor Herrera erzielte Tor. Der erfolgreiche Nachwuchsspieler eroberte schnell einen Stammplatz als Innenverteidiger und bildete mit seinem brasilianischen Mitspieler Felipe eine erfolgreiche defensive Partnerschaft. Er wurde jeweils für die Monate September, Oktober/November und Dezember des Jahres 2018 zum besten Defensivspieler der Primeira Liga gewählt.
Sein erstes Tor für den Klub erzielte Militão beim 3:1-Sieg gegen den FC Schalke 04 in der Gruppenphase der UEFA Champions League 2018/19.

### Real Madrid
Zur Saison 2019/20 wechselte Militão mittels einer Ausstiegsklausel in Höhe von 50 Millionen Euro in die spanische Primera División zu Real Madrid. Er unterschrieb einen Vertrag mit einer Laufzeit bis zum 30. Juni 2025.
Sein Debüt gab er am 14. September 2019, als er beim 3:2-Heimsieg gegen UD Levante in der letzten halben Stunde für Sergio Ramos eingewechselt wurde. In der Saison 2019/20, in der Real Madrid den Ligatitel gewann, kam er auf 15 Einsätze. In der Saison 2021/22 wurde Militão nach den Abgängen der Routiniers Sergio Ramos und Raphaël Varane in der Madrider Abwehr zum Stammspieler. Unter der Leitung von Carlo Ancelotti spielte häufig er zusammen mit Neuzugang David Alaba in der Innenverteidigung. In der siegreichen Champions-League-Saison 2022 kam er zu 12 Einsätzen, darunter beim 1:0-Finalsieg gegen den FC Liverpool im Stade de France. Daneben gewann er mit Real im selben Jahr auch die Primera División, wobei Militão 34-mal zum Einsatz kam und einen Treffer erzielte.

## Nationalmannschaftskarriere
Sein Debüt für die Nationalmannschaft gab Militão am 11. September 2018 beim 5:0-Sieg über die Nationalmannschaft El Salvadors. Für die Spiele der Copa América 2019 stand Militão im Kader der Mannschaft. Mit dieser gewann er den Titel. Dabei kam er nur im Finale zum Einsatz, als er in der 77. Minute für Philippe Coutinho eingewechselt wurde.
Im Zuge der Copa América 2021 erzielte Militão im letzten Gruppenspiel gegen die Auswahl von Ecuador in der 37. Minute sein erstes Länderspieltor.

## Erfolge

### Nationalmannschaft
- Copa-América-Sieger: 2019

### Verein
International
- Champions-League-Sieger (2): 2022, 2024
- Klub-Weltmeister: 2022
- Interkontinental-Pokalsieger: 2024
- UEFA-Super-Cup-Sieger (2): 2022, 2024

Spanien
- Meister (3): 2020, 2022, 2024
- Pokalsieger: 2023
- Supercupsieger (2): 2020, 2022, 2024